# Wu Ping
Wu Ping (čínsky pchin-jinem Wú Bǐng, znaky zjednodušené 吴炳, tradiční 吳炳; 1595–1648), byl čínský dramatik v žánru kchun-čchü a politik pozdně mingské Číny.

## Jméno
Wu Ping používal zdvořilostní jméno Kche-sien (čínsky pchin-jinem Kěxiān, znaky 可先) a literární pseudonymy Š’-čchü (čínsky pchin-jinem Shíqú, znaky 石渠) a Cchan-chua ču-žen (čínsky pchin-jinem Cànhuā zhǔrén, znaky 粲花主人).

## Život a dílo
Wu Ping pocházel z okresu I-sing v Nan č’-li (dnes v provincii Ťiang-su), studoval konfucianismus, přihlásil se k úřednickým zkouškám, prošel jejich nižšími stupni a roku 1619 složil i nejvyšší – palácové – zkoušky a získal titul ťin-š’. Poté nastoupil úřední kariéru, pracoval na ministerstvech trestů a prací, později zastával funkci prefekta Fu-čou a od roku 1641 zástupce intendanta pro vzdělání v provincii Ťiang-si.
I po pádu severní Číny do rukou mandžuské říše Čching pokračoval ve službě Mingům ve zbylém území jižní Číny, císař Ču Jou-lang ho jmenoval náměstkem ministra vojenství. Roku 1647 však padl do mandžuského zajetí a než aby sloužil dobyvatelům, rozhodl se zemřít hlady.
S Žuan Ta-čchengem byl nejvýznamnějším dramatikem závěru mingské doby. Napsal pět her kchun-čchü, nejúspěšnější byla romantická komedie Západní zahrada (西園記, Si-jüan-ťi).